# Гусиноозёрск
Гусиноозёрск (бур. Галуута нуур хото,) — город районного подчинения в России, административный центр Селенгинского района Республики Бурятия и городского поселения «Город Гусиноозёрск». Население — 24 319 человек (2025).

## География

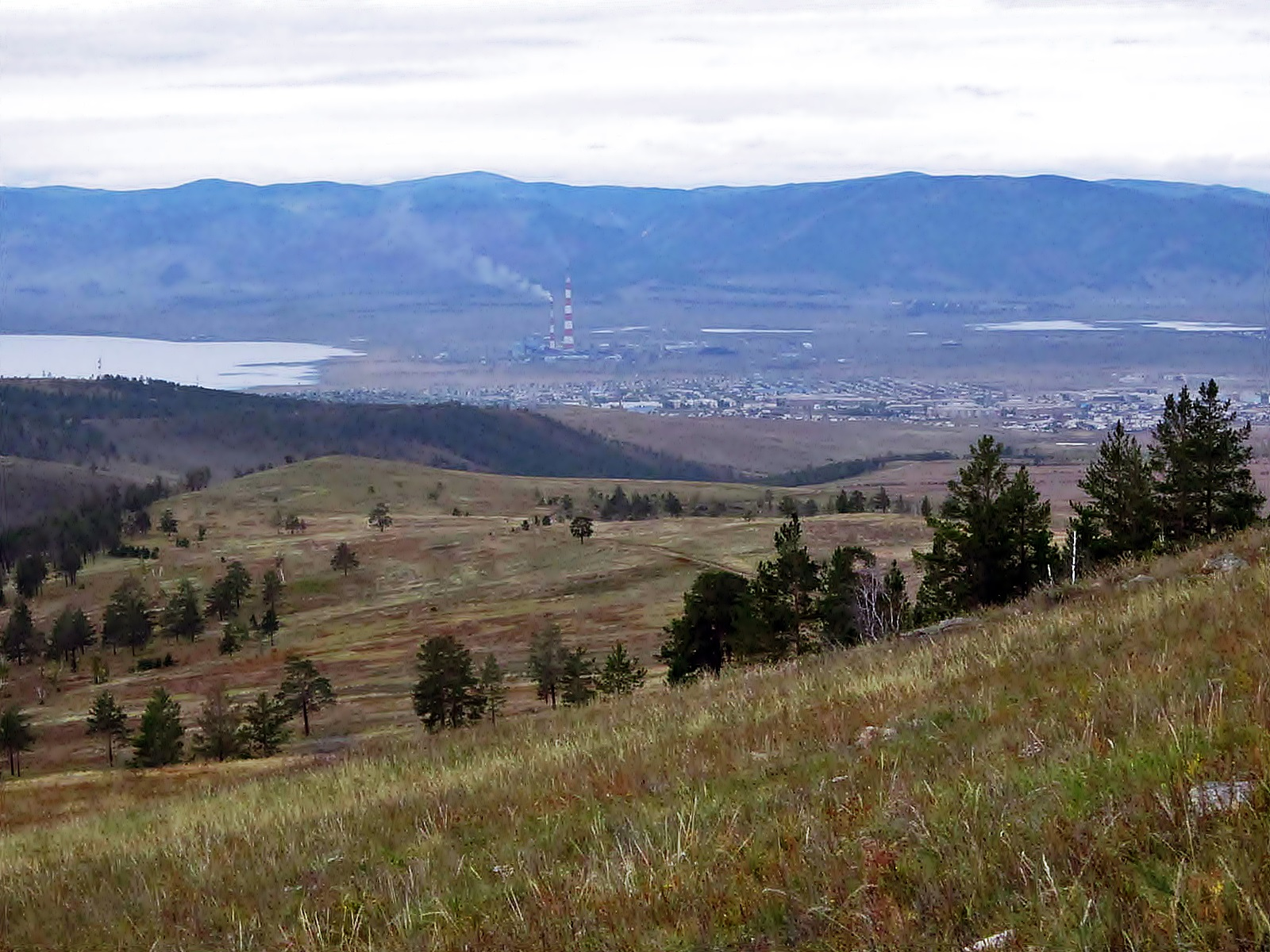
Гусиноозёрская котловина

Расположен в Гусиноозёрской котловине на северо-восточном берегу Гусиного озера, в 110 км к юго-западу от Улан-Удэ, на Кяхтинском тракте — автомагистрали федерального значения А340, в 6 км к юго-востоку от железнодорожной станции Загустай.
Центральная часть города располагается на юго-западных степных увалах хребта Моностой Селенгинского среднегорья, полого опускающихся к берегу Гусиного озера и к приустьевой пойме реки Загустай. Часть города, примыкающая к озеру, застроена в основном домами частного сектора, за рекой Загустай расположена Гусиноозёрская ГРЭС, станция Загустай и посёлок Заозёрный.

## Климат
Город находится в зоне резко континентального климата. Зимы снежные, холодные, с сухими морозами, лето непродолжительное, часто жаркое. В зимний период гораздо меньше осадков, чем в летний. По классификации климатов Кёппена — континентальный климат с сухой зимой (индекс Dwb) и тёплым летом. Средняя температура летних месяцев — +17 ºС, зимних — −20 ºС. За год в среднем выпадает 386 мм осадков.
| Показатель                     | Янв.  | Фев.  | Март | Апр. | Май  | Июнь | Июль | Авг. | Сен. | Окт. | Нояб. | Дек.  | Год  |
| ------------------------------ | ----- | ----- | ---- | ---- | ---- | ---- | ---- | ---- | ---- | ---- | ----- | ----- | ---- |
| Средний суточный максимум, °C  | −17,3 | −12,7 | −1,9 | 8,2  | 17,0 | 23,2 | 24,6 | 22,2 | 15,3 | 5,8  | −5,9  | −14,3 | 5,3  |
| Средняя температура, °C        | −22,3 | −18,8 | −8,5 | 1,7  | 9,6  | 16,1 | 18,5 | 16,2 | 9,1  | 0,2  | −10,9 | −18,9 | −0,7 |
| Средний суточный минимум, °C   | −27,3 | −24,9 | −15  | −4,7 | 2,2  | 9,1  | 12,4 | 10,3 | 2,9  | −5,3 | −15,9 | −23,5 | −6,2 |
| Норма осадков, мм              | 8     | 5     | 6    | 16   | 24   | 63   | 94   | 72   | 54   | 18   | 14    | 12    | 386  |
| Источник: Климат Гусиноозёрска |       |       |      |      |      |      |      |      |      |      |       |       |      |

## История
Ойконим Гусиноозёрск образован методом калькирования лимнонима Галуута нуур с бурятского языка . Бурятское название, в свою очередь, связано с тем, что жители окрестных улусов собирали гусиные перья на берегах озёр, которые впоследствии образовали Гусиное озеро.

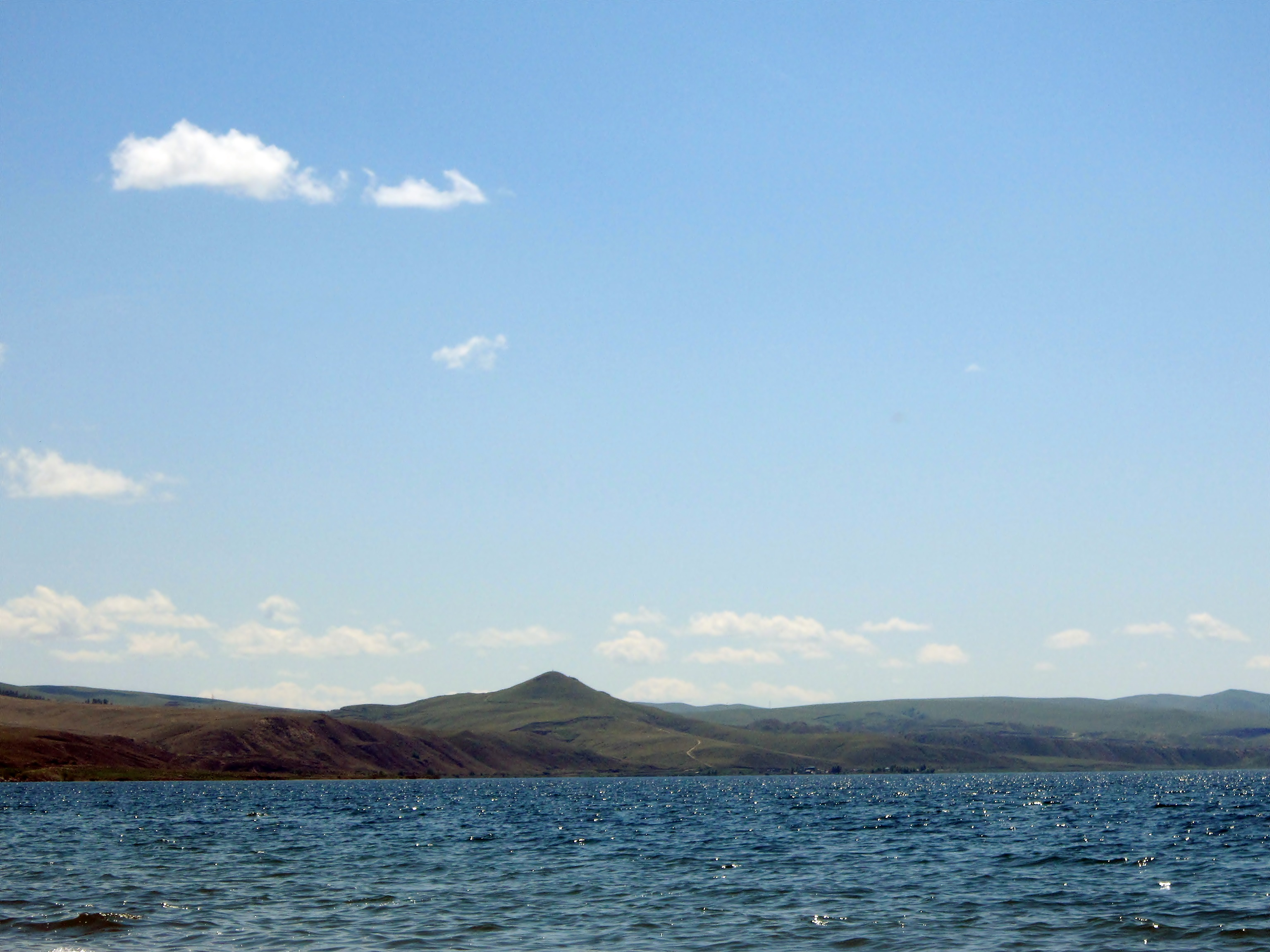
Сопка Баин-Зурхэ к югу от города

Первые сведения русских и европейских путешественников о том, что волны Гусиного озера выбрасывают на берег «твёрдый земляной уголь» относятся к 1772 году. В 1890-х годах геолог В. А. Обручев провёл исследование Гусиноозёрского месторождения бурого угля и указал на возможность его промышленного освоения.
В 1932−1935 годах геолог И. Я. Сотников провёл предварительную разведку на восточном берегу Гусиного озера в районе сопки Баин-Зурхэ (Южный участок). 26 августа 1934 года бюро Бурят-Монгольского обкома ВКП(б) передало Гусиноозёрское месторождение угля в ведение треста «Востсибуголь». В сентябре началась закладка шахты и строительство посёлка, но по причине удалённости и трудностей по транспортировке, работы на шахте у сопки Баин-Зурхэ были приостановлены.
17 февраля 1938 года бюро Бурят-Монгольского обкома ВКП(б) приняло постановление «Об использовании местного минерального топлива» и поставило задачу о всемерном освоении Гусиноозёрского месторождения. В августе—сентябре на месте нынешнего города закладываются разведочно-эксплуатационные шахты № 2 и № 5. В ноябре 1938 года СНК СССР передало разработку месторождения от треста «Востсибуголь» Букачачинскому исправительно-трудовому лагерю ГУЛАГ НКВД СССР, преобразованному впоследствии в Гусиноозёрлаг (1940—1942).

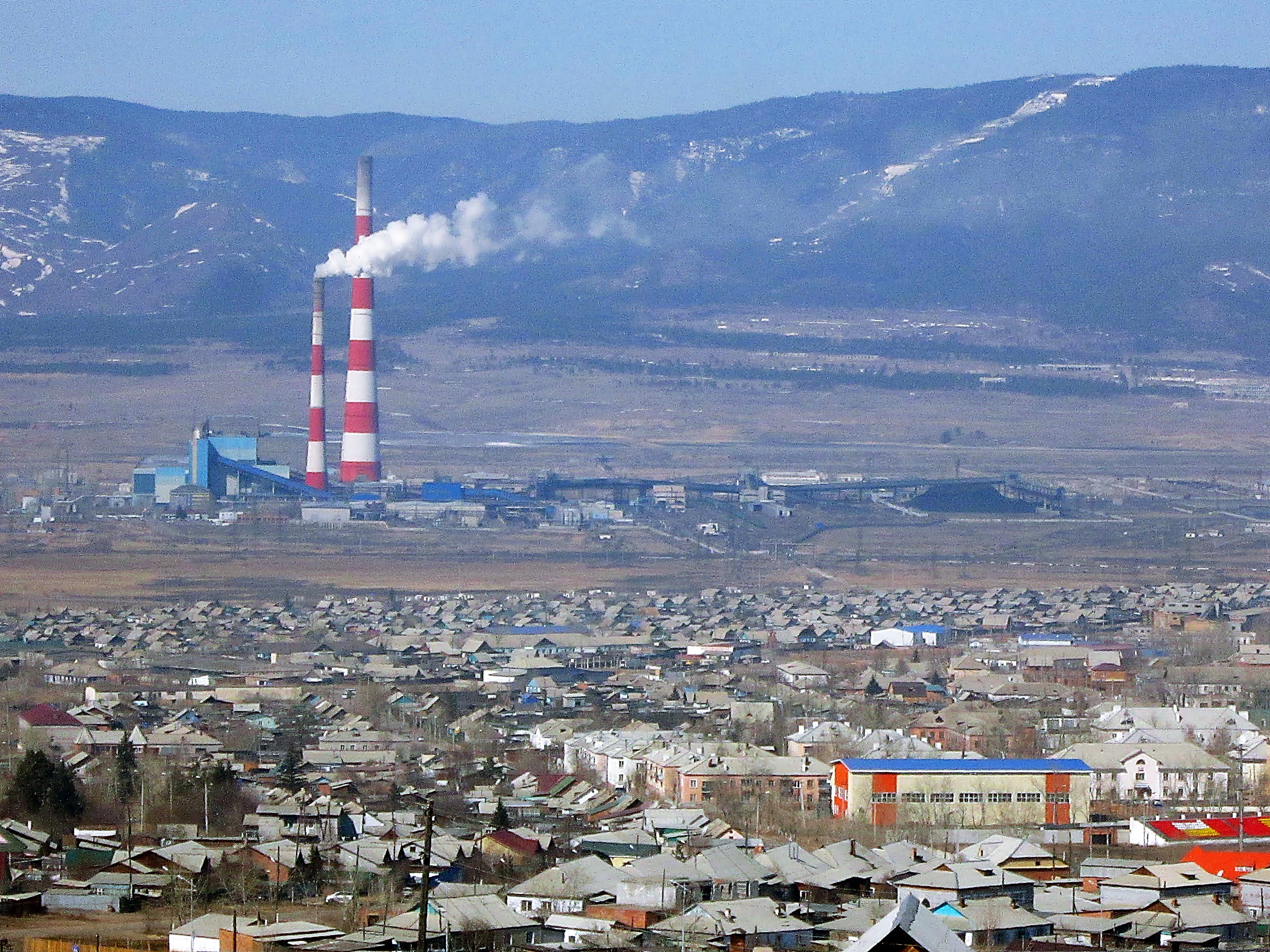
Гусиноозёрск

В 1939 году началось строительство посёлка на Северном участке (посёлок Северные Шахты). По железнодорожной ветке до станции Загустай пошли первые составы с углём.
В годы Великой Отечественной войны на шахтах Гусиноозёрлага трудилось свыше двух тысяч заключённых. В 1942 году работы по освоению месторождения были вновь переданы тресту «Востсибуголь». По окончании войны прибыло полторы тысячи репатриированных советских военнопленных и триста японских пленных солдат Квантунской армии. Японцы работали на шахтах, строили в посёлке жилые и общественные здания, многие из которых существуют и поныне.
В послевоенные годы посёлок рос и развивался. Была запущена электростанция мощностью 1000 квт, открыты школа ФЗО, больница, столовая, кинотеатр и др.
28 апреля 1948 года населённый пункт Шахты был отнесён к категории рабочих посёлков. Осенью того же года состоялась депортация японских военнопленных. Память о них осталась в построенных ими зданиях и названии урочища Японка на южной окраине города.
15 июня 1953 года рабочий посёлок Шахты был преобразован в город районного подчинения и назван Гусиноозёрском по озеру Гусиному, на берегу которого расположен.
Указом Президиума Верховного Совета РСФСР от 21 июня 1961 года административный центр Селенгинского аймака Бурятской АССР из села Новоселенгинск перенесён в город Гусиноозёрск.
В 1966 году начинается открытая разработка Холбольджинского угольного месторождения к югу от сопки Баин-Зурхэ на восточном берегу Гусиного озера. В ноябре 1968 года в устье реки Загустай начинается строительство тепловой электростанции. 22 декабря 1976 года, в День энергетика, запущена первая очередь Гусиноозёрской ГРЭС.
1970—1980-е годы отмечены подъёмом экономики города. Помимо предприятий угольной промышленности и энергетики действовали радиозавод, хлебозавод, молокозавод, кирпичный завод, швейная фабрика, лесоперерабатывающее предприятие, строительные организации. Территория Гусиноозёрска значительно увеличивается. Строятся микрорайоны энергетиков, угольщиков, работников радиозавода с пятиэтажными жилыми домами, школами, детскими садами, магазинами.
27 декабря 1977 года Гусиноозёрск преобразован в город республиканского (АССР) подчинения и выведен из состава Селенгинского района.

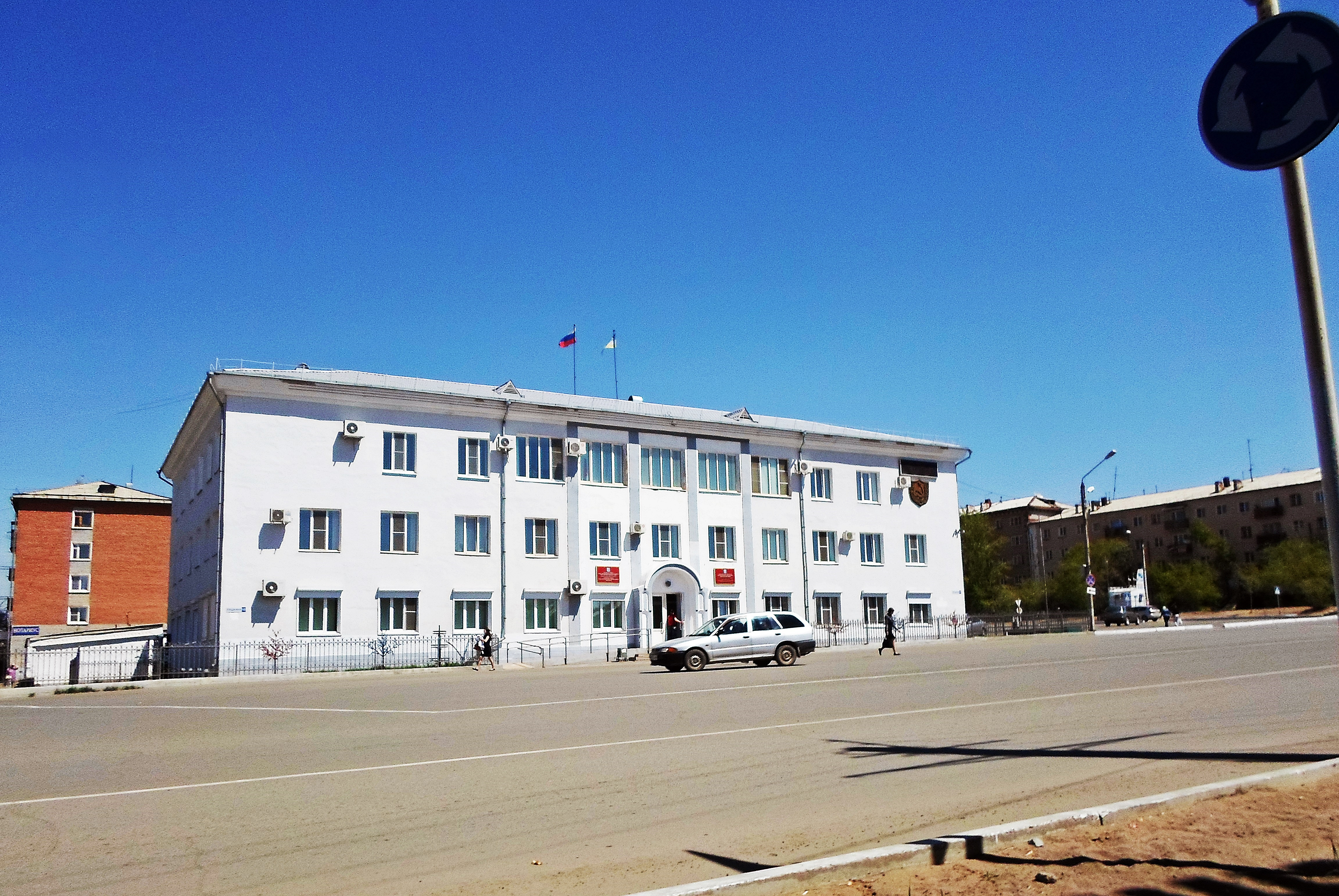
Администрация Селенгинского района

24 февраля 1982 года улус Тухум Загустайского сомсовета включён в черту города Гусиноозёрска.
В 1990-е годы, с распадом СССР, основные предприятия советского периода ввиду нерентабельности производства были закрыты. Из-за низкого качества новых угольных пластов прекращается работа Гусиноозёрских шахт. В 2000 году закрывается Холбольджинский угольный разрез, бывший более двух десятилетий одним из основных предприятий города.
В 1998 году Гусиноозёрск перестал быть городом республиканского подчинения и был включён в состав Селенгинского района.
В 2013 году в городе открылся межрайонный сосудистый центр, где проходят лечение жители Селенгинского, Кяхтинского, Джидинского и Закаменского районов.
В феврале—марте 2015 года в Гусиноозёрске состоялись XIII Республиканские зимние сельские спортивные игры.

## Население
| 1959    | 1970    | 1978    | 1979    | 1980    | 1981    | 1982    | 1983    | 1984    | 1985    | 1986    | 1987    |
| ------- | ------- | ------- | ------- | ------- | ------- | ------- | ------- | ------- | ------- | ------- | ------- |
| 11 600  | ↗13 400 | ↗21 500 | ↗23 500 | ↘22 300 | ↗22 400 | ↗23 500 | ↗24 400 | ↗25 100 | ↗25 900 | ↗26 700 | ↗28 300 |
| 1988    | 1989    | 1990    | 1991    | 1992    | 1993    | 1994    | 1995    | 1996    | 1997    | 1998    | 2000    |
| ↗29 600 | ↗30 100 | ↗30 500 | ↗31 100 | ↗31 300 | ↗31 500 | ↗31 700 | ↗32 200 | ↗32 300 | ↗32 800 | ↘31 900 | ↘29 700 |
| 2001    | 2002    | 2003    | 2005    | 2006    | 2007    | 2008    | 2009    | 2010    | 2011    | 2012    | 2013    |
| ↘29 100 | ↘26 500 | →26 500 | ↘25 400 | ↘25 000 | ↘24 400 | ↘24 100 | ↘23 755 | ↘23 588 | ↗24 490 | ↘24 099 | ↘23 781 |
| 2014    | 2015    | 2016    | 2017    | 2018    | 2019    | 2020    | 2021    | 2023    | 2024    | 2025    |         |
| ↘23 436 | ↘23 307 | ↗23 359 | ↘23 280 | ↘23 082 | ↘23 075 | ↘23 036 | ↗24 451 | ↘24 415 | ↘24 310 | ↗24 319 |         |

На 1 января 2025 года по численности населения город находился на 574-м месте из 1124 городов Российской Федерации.

## Национальный состав
| Народ     | 2010 год чел.   | 2021 год чел.   |
| --------- | --------------- | --------------- |
| Русские   | 17860 (74,23 %) | 16338 (73,57 %) |
| Буряты    | 5105 (21,01 %)  | 5021 (22,61 %)  |
| Остальные | 1095 (4,55 %)   | 847 (3,81 %)    |

## Образование
В городе 7 общеобразовательных школ и 11 детских садов. Гусиноозёрская гимназия является победителем национального проекта «Лучшая школа России» в 2007 году и входила в число 100 престижных школ Сибири 2013 года.
Также действуют: 
- Гусиноозёрский энергетический техникум.
- Школа искусств.
- Детско-юношеская спортивная школа.
- Центр дополнительного образования детей «Ая-ганга».

## Культура и спорт
- Дворец культуры «Шахтёр».
- Театр кукол «Родничок» (основан в 1975 году).
- Ансамбль детского танца «Чудо» (основан в 2002 году).
- Казачий ансамбль «Казачья доля» (основан в 2012 году).
- Городской центр досуга «Россия».
- Музей города Гусиноозёрск.
- Стадион «Шахтёр»
- Два спортивных комплекса — городской и ГРЭС.
- Лыже-роллерная трасса.
- Газета "Селенга".
- Плавательный бассейн имени Е. И. Карпенко.

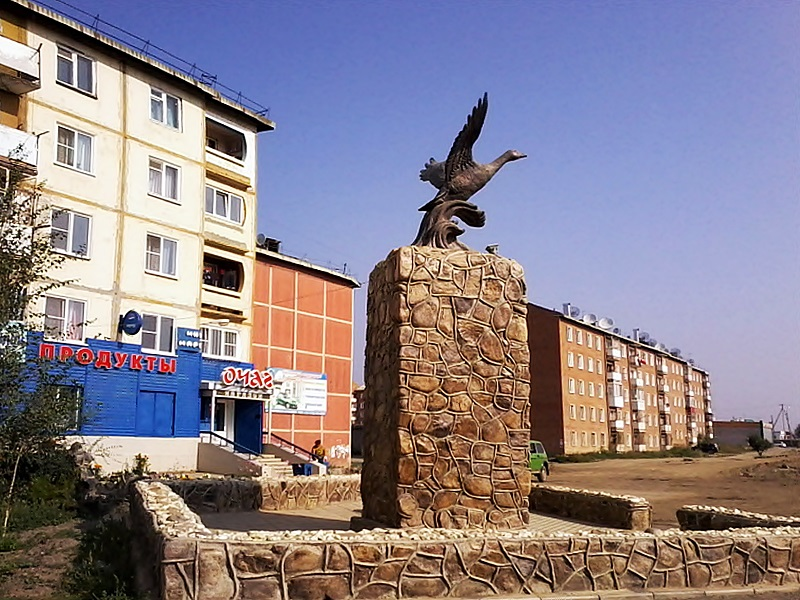
Монумент «Гусь»
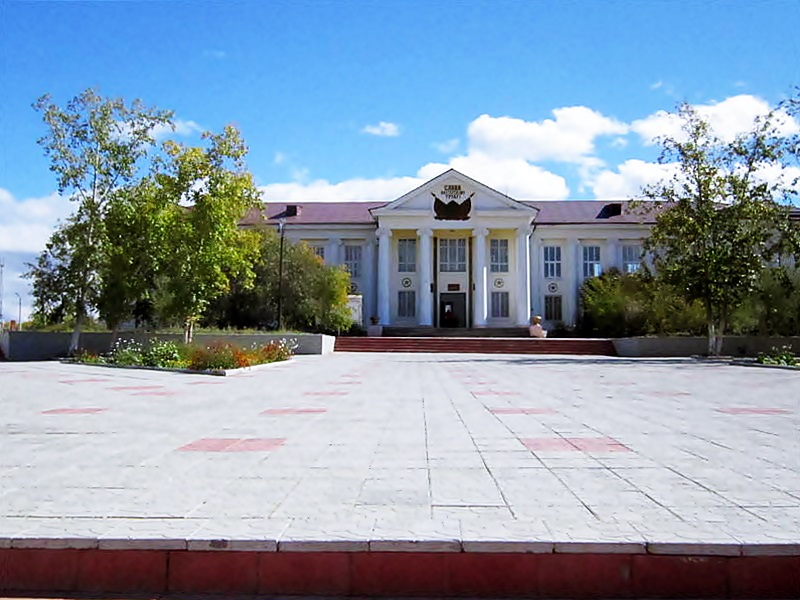
Дворец культуры «Шахтёр»
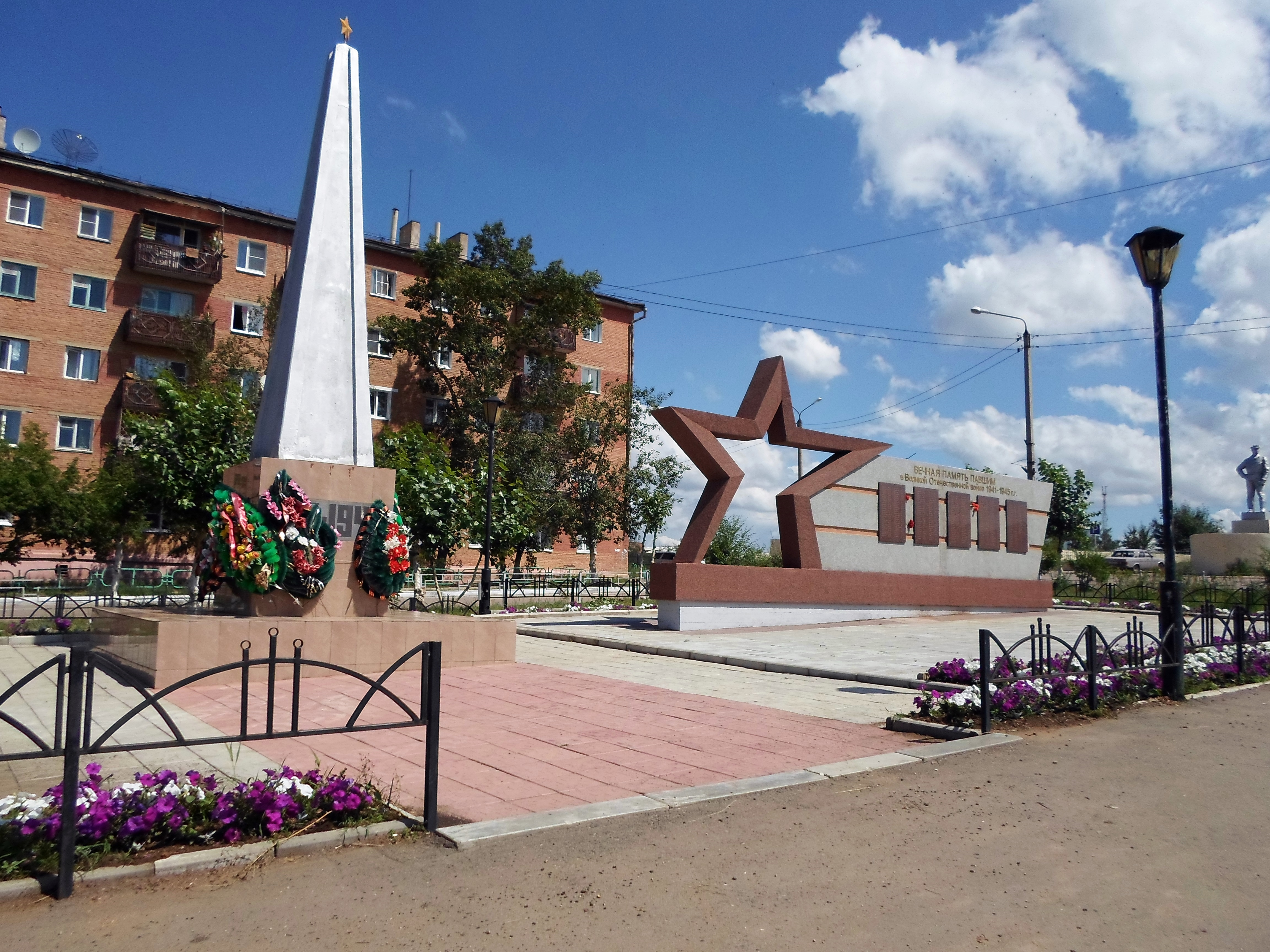
Мемориал Великой Отечественной войны
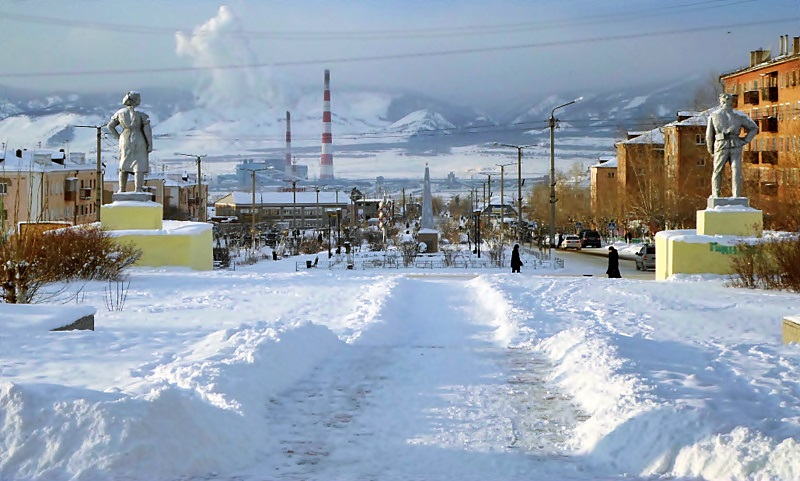
Улица Пушкина. Вид от ДК «Шахтёр»

## Экономика

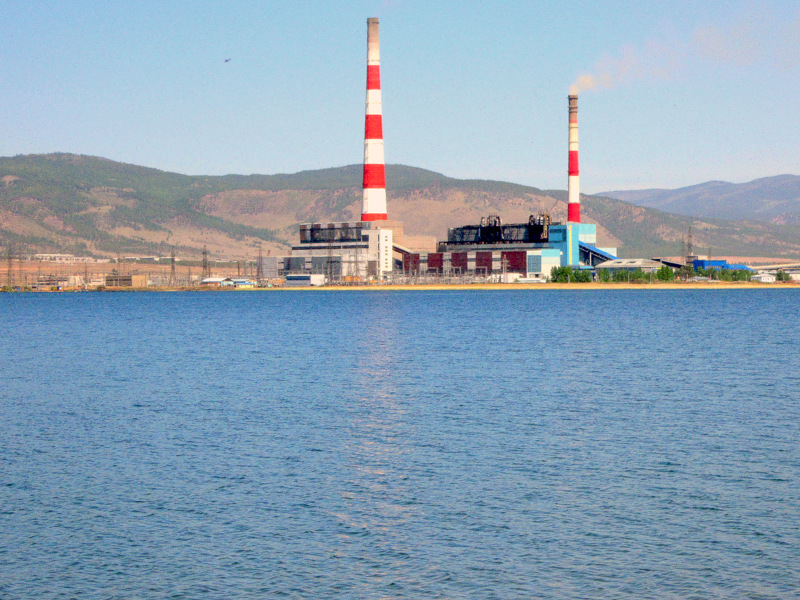
Гусиноозёрская ГРЭС

- Градообразующее предприятие — Гусиноозёрская ГРЭС.
- Функционируют небольшие угольные разрезы «Загустайский» и «Баин-Зурхэ».
- Литейное предприятие «Гусиноозёрское литьё».

Имеются предприятия пищевой промышленности, производства стройматериалов, строительные, лесозаготовительные и лесоперерабатывающие предприятия.

## Местное радио
- Пульс Радио-Селенга — 103,3 МГц, радиостанция основана 28 мая 2010 года.
- Дорожное Радио Гусиноозёрск — 102,7 МГц[26][27]

## Религия

### Георгиевская церковь
9 мая 1995 года в ознаменование 50-летия Победы в Великой Отечественной войне освящён храм-часовня в честь покровителя Российского воинства Георгия Победоносца. В 1998 году часовне присвоен статус однопредельной церкви. 9 ноября 2003 года состоялось освящение по полному чину престола и Церкви. В престол заложены мощи святого великомученика Евстафия Плакиды.

### Загустайский дацан
В августе 2012 года в 6 км к северо-востоку от центра города, у Кяхтинского тракта, началось строительство возрождённого Загустайского дацана (основан в 1784 году). 13 сентября 2014 года открылся первый храм дацана — Сахюусан-сумэ.

### Казанская церковь
14 июля 1994 года зарегистрирован Богородице-Казанский приход Бурятского благочиния Читинской и Забайкальской епархии Русской православной церкви. 21 июля состоялось освящение Креста на месте возведения храма в честь Казанской иконы Божией Матери (за 20 лет заложен лишь фундамент, строительство приостановлено).

### Тамчинский дацан
На юго-западном, противоположном берегу Гусиного озера, в одноимённом селе, находится буддийский монастырь Гусиноозёрский (Тамчинский) дацан, основанный в 1741 году. В Гусиноозёрске в Городском парке находится храм-дуган — филиал дацана (открыт в 1999 году, в канун сагаалгана, в здании бывшей гостиницы «Дружба»).

### Хачкар
В Гусиноозёрске и Селенгинском районе проживает одна из самых больших армянских общин в Бурятии. В сентябре 2015 года на территории православного Богородице-Казанского прихода установлен хачкар, привезённый из Армении.

### Протестантизм
В городе также действует молельный дом Христиан Веры Евангельской.

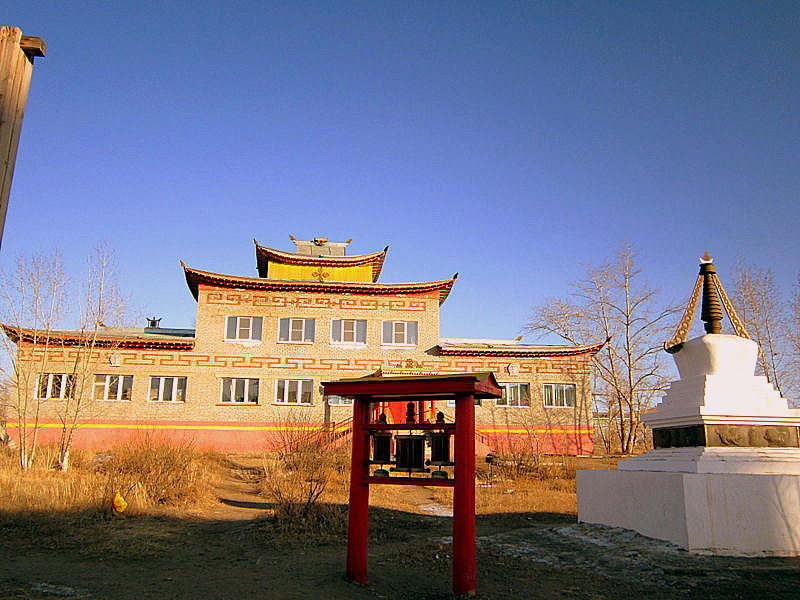
Дуган — буддийский храм
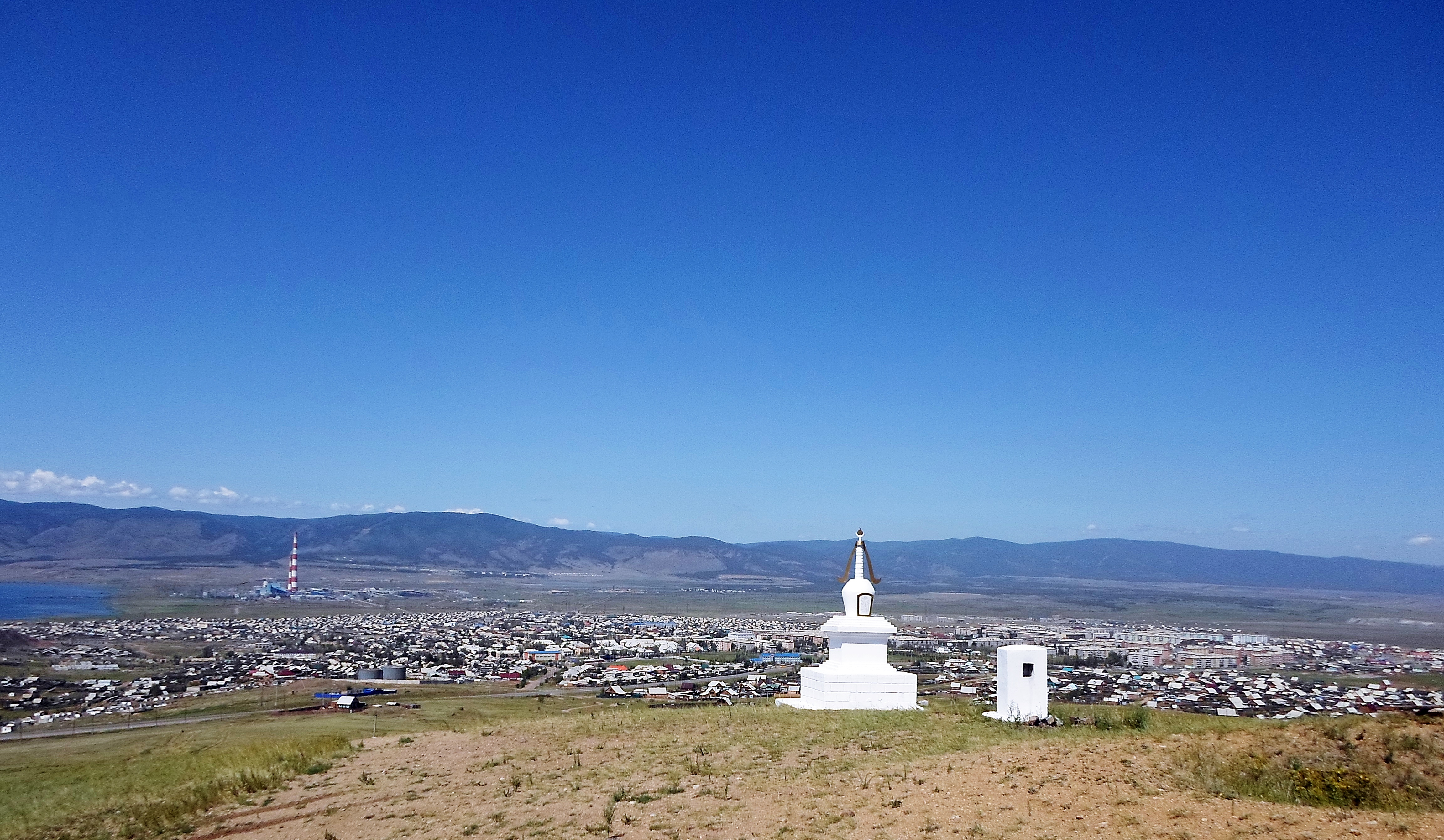
Ступа
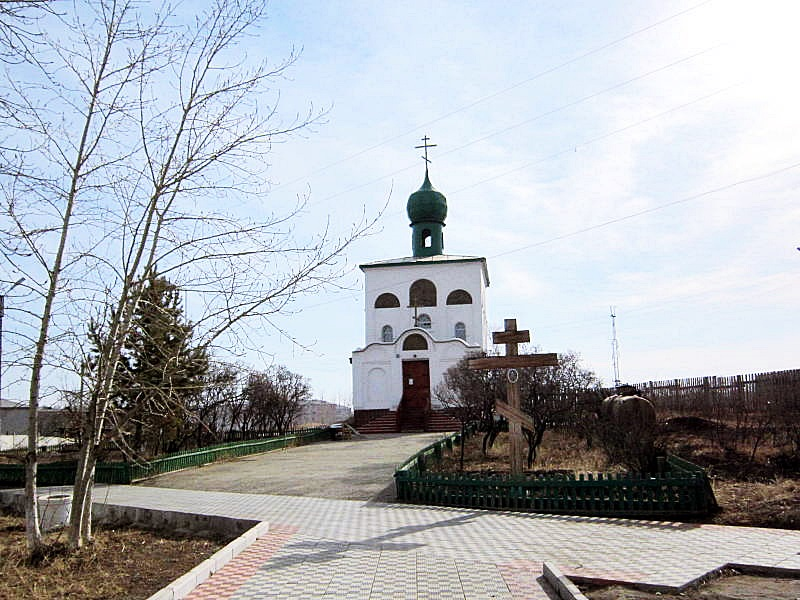
Храм Святого Георгия Победоносца
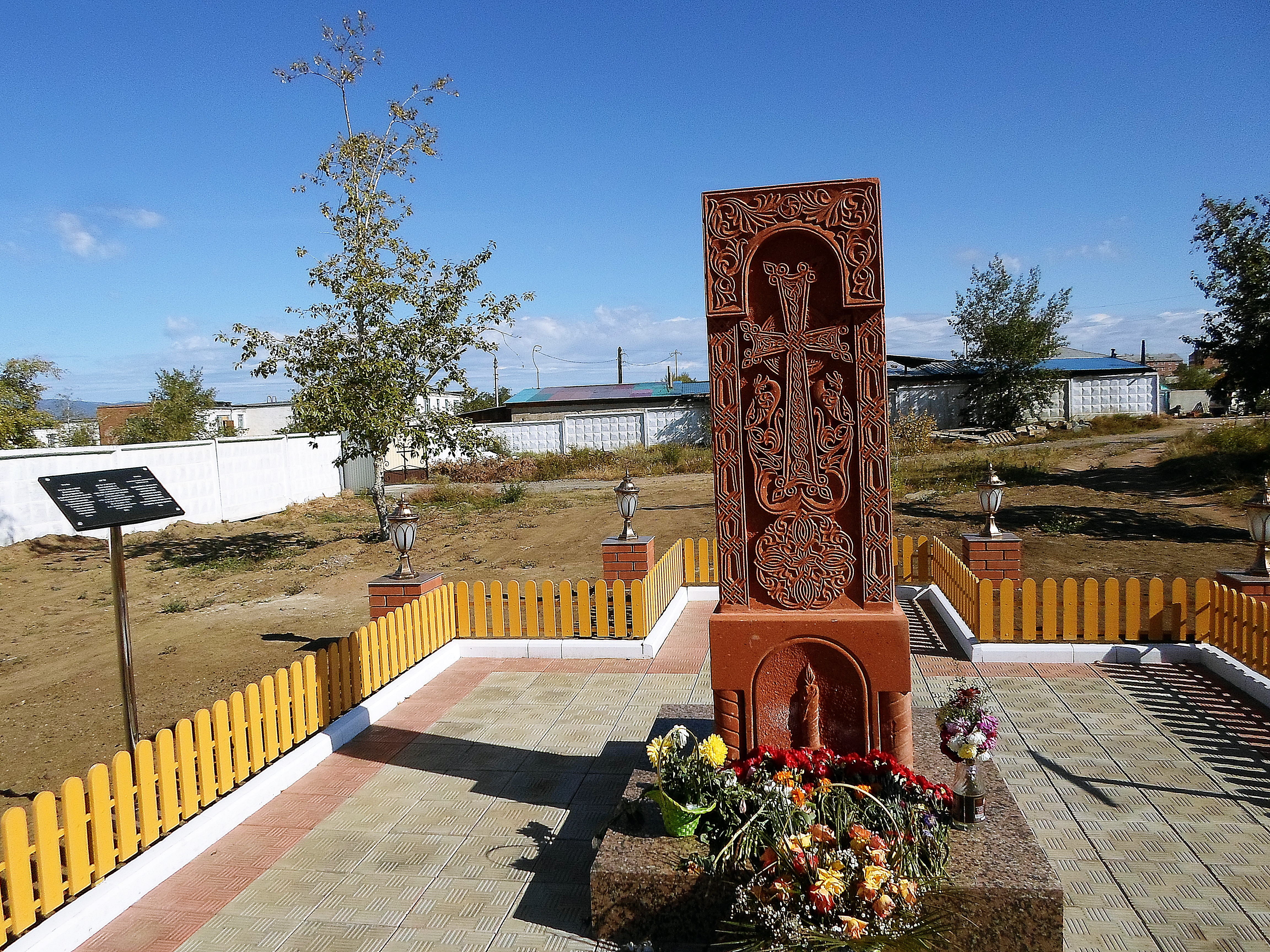
Хачкар

## Галерея

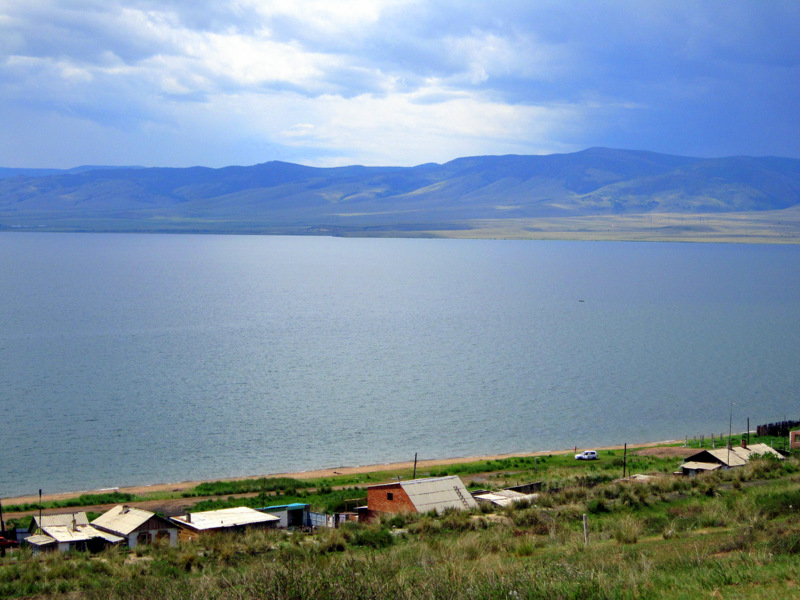
У берега Гусиного озера
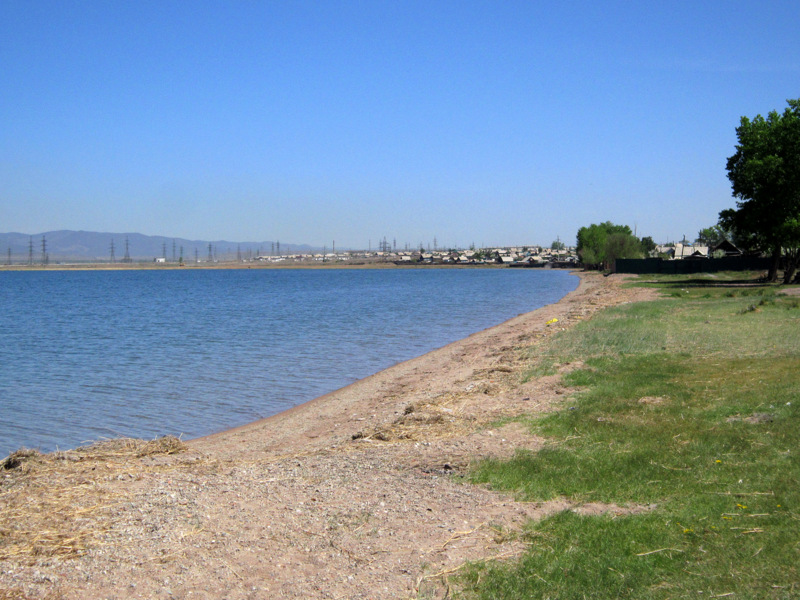
Посёлок Набережный
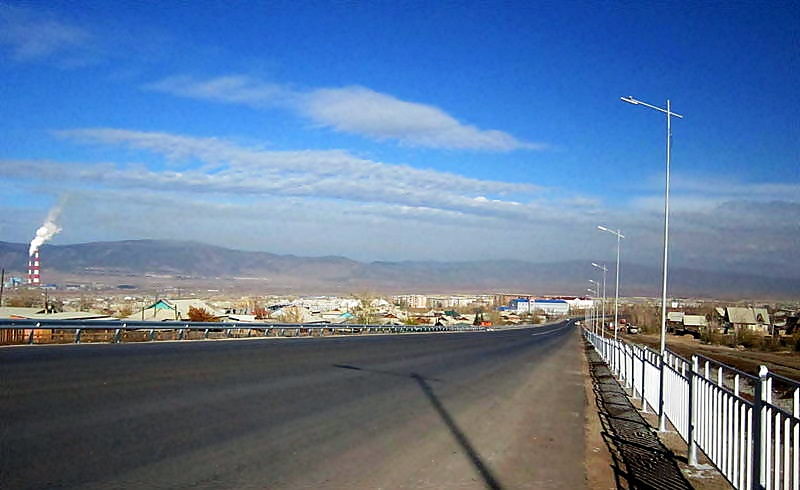
Кяхтинский тракт
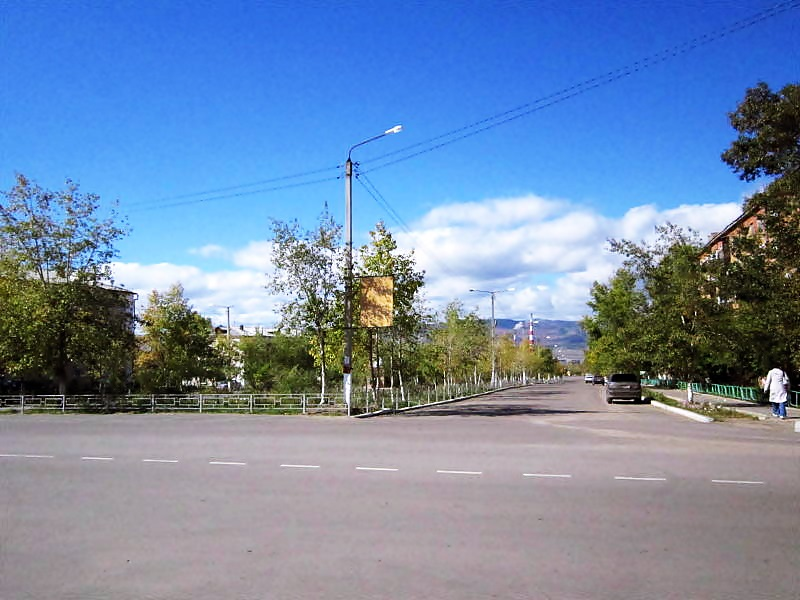
Улица Пушкина
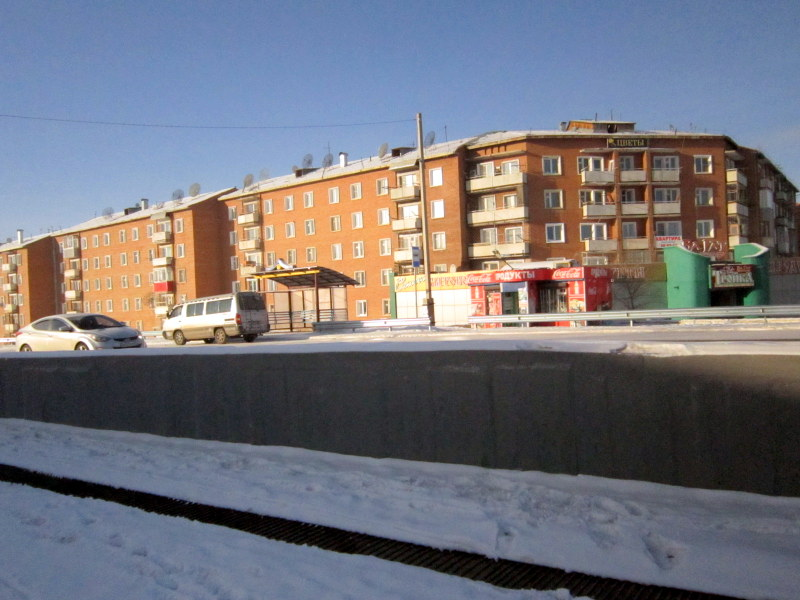
Посёлок Энергетиков
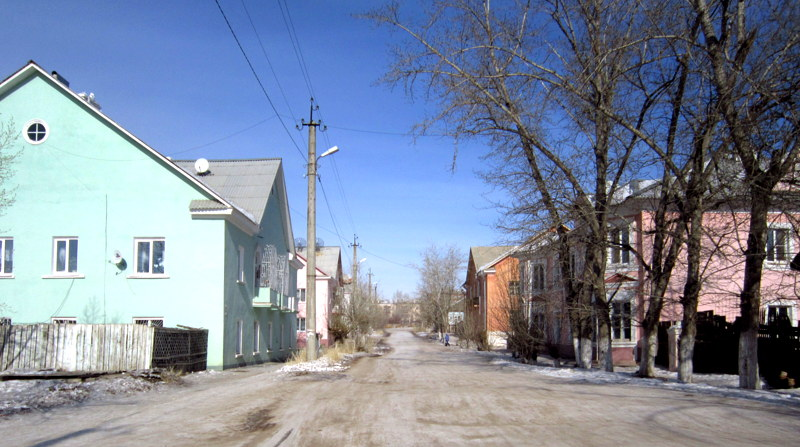
Улица Карла Маркса
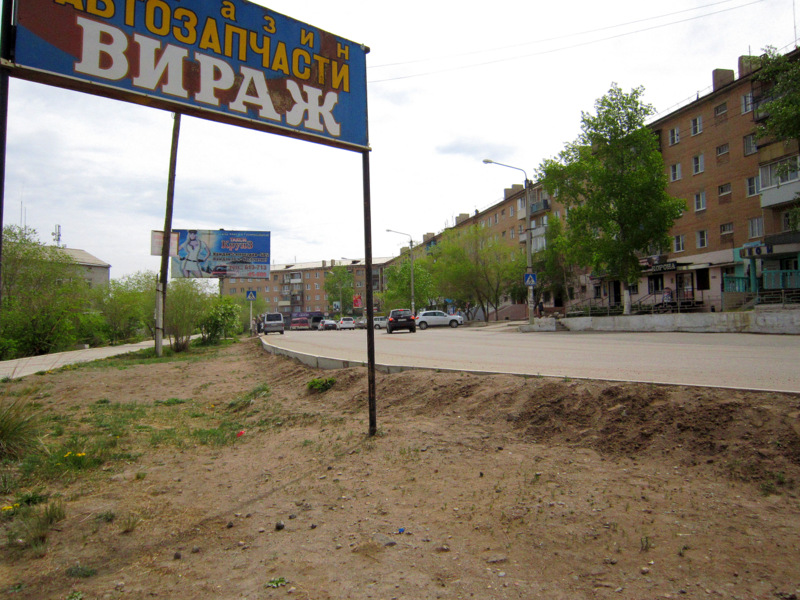
Улица Ленина
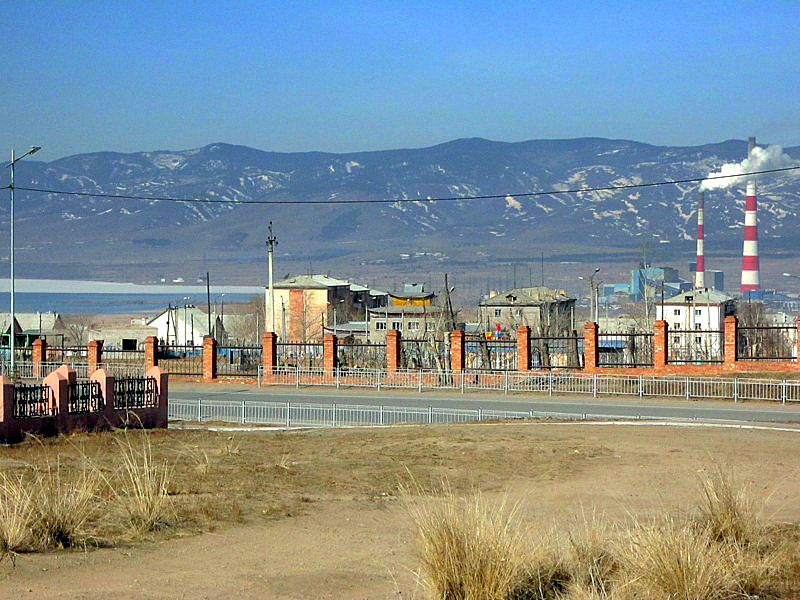
Гусиноозёрск

## Топографические карты
- Лист карты M-48-XI. Масштаб: 1 : 200 000. Указать дату выпуска/состояния местности.